# Johann Georg Pickel

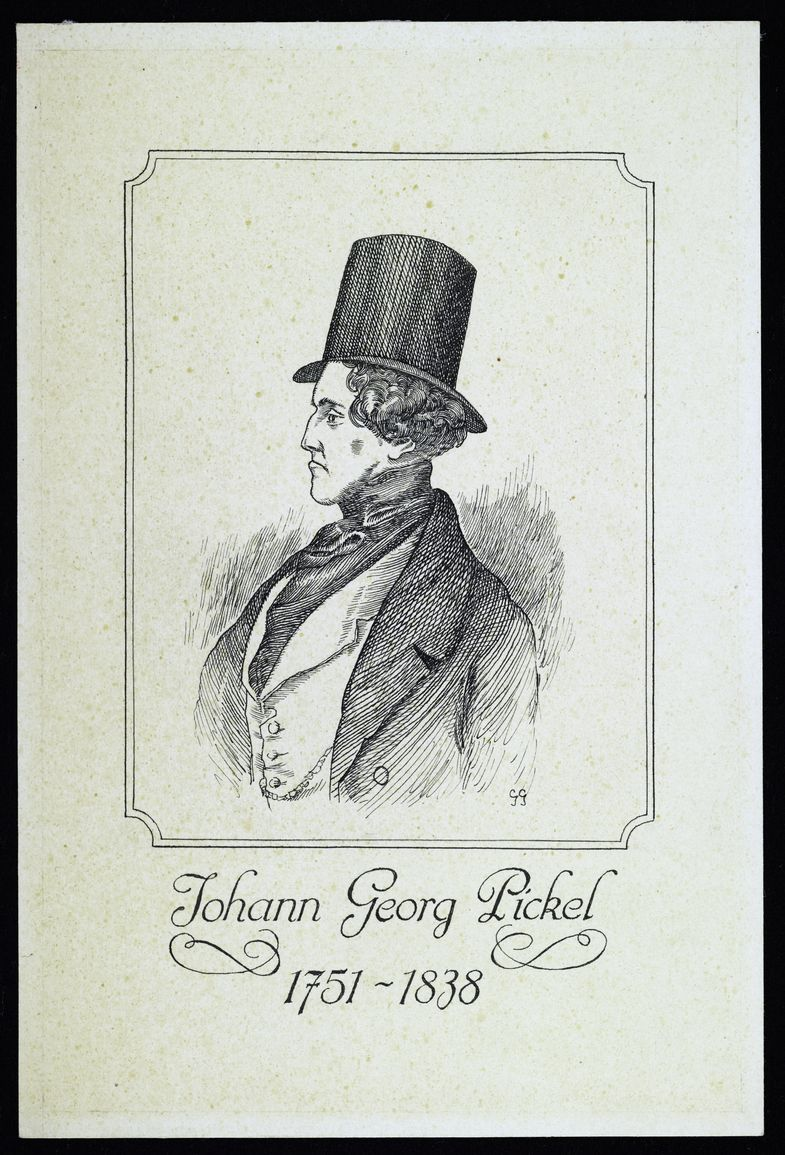
Johann Georg Pickel

Johann Georg Pickel (auch Georg Josef Pickel; * 20. November 1751 in Sommerach; † 20. Juli 1838 in Würzburg) war ein deutscher Mediziner und Chemiker. Er war Professor für Medizin, Chemie und Pharmazie in Würzburg, sowie Medizinalrat und als Fabrikant tätig. Er wirkte als Experimentalchemiker und gilt als Begründer der wissenschaftlichen Chemie in Würzburg.

## Leben
Johann Georg Pickel wurde am 20. November 1751 in der Winzergemeinde Sommerach im Hochstift Würzburg geboren. Er entstammte einer Kaufmannsfamilie, die durch den Weinhandel zu einigem Reichtum gekommen war. Ursprünglich war die Familie Pickel aus dem nahen Gerolzhofen nach Sommerach gekommen. Sein Vater Johann Caspar Pickel hatte 1743 die Dettelbacherin Anna Margaretha Schettlin geheiratet, mit der er neun Kinder haben sollte. Pickel wuchs in der heutigen Maintorstraße 17 auf.
Johann Georg Pickel ging früh nach Würzburg, wo er 1751 als Patient im Juliusspital von dort tätigen geistlichen Leitern an das Gymnasium von Stift Haug vermittelt wurde, wo er als Schüler des Physikers Ambrosius Egell bei der Herstellung von Barometern, Thermometern und Elektrisiermaschinen mithalf. Auf Kosten des Fürstbischofs Julius Echter, dem Stifter des Juliusspitals, studierte Pickel dann an der Julius-Maximilians-Universität. Mit 27 Jahren wurde Pickel am 1. September 1778 unter dem Präsidium von Adam Andreas Senfft mit Experimenta physico-medica de electricitate et calore animi, einer Arbeit über tierische Elektrizität und tierische Wärme, von der Medizinischen Fakultät promoviert. Anschließend ging er zur Erweiterung experimentalphysiologischen und physikalischen Kenntnisse bis ins Jahr 1781 nach Wien und später nach Göttingen und war hier an den jeweiligen Universitäten tätig. Nach seiner Rückkehr nach Würzburg habilitierte sich Pickel 1782. Er wurde Professor der Medizin und anschließend außerordentlicher Professor für Chemie. Im November 1782 erhielt er die Erlaubnis, private Kurse in Medizin und Chemie im Apothekenlabor des Juliusspitals abzuhalten.
Noch im gleichen Jahr wurde er Nachfolger von Franz Heinrich Meinoloph Wilhelm (1725–1794) und erhielt er den neu eingerichteten Lehrstuhl für Chemie und Pharmazeutik an der Würzburger Universität. Ein Laboratorium (das Apothekenlaboratorium) wurde am Juliusspital ab 1782 von ihm betrieben. Hier experimentierte Pickel mit Tierknochen und erzeugte 1786 aus ihnen mittels trockener Destillation in Glasgefäßen ein Leuchtgas, das für die Gasbeleuchtung in den Städten Verwendung finden sollte. Am 24. Mai 1784 heiratete er in der Euchariuskirche seines Geburtsorts Sommerach Catharina Josepha Crescentia Sulzbeck, die Tochter des Chefchirurgen der Universitätsklinik. Aus der Ehe ging die Tochter Josephine hervor, die 1836 Ernst von Bibra heiratete.
1786 ließ Pickel sein Labor im Juliusspital, bisher an die von ihm jahrelang beaufsichtigte Apotheke angegliedert und nun ans nördliche Ende des Juliusspitalgartens ins Erdgeschoss eines von dem Botaniker Heilmann geplanten Gebäudes umgezogen, völlig umgestalten und zu einer eigenständigen Institution umwandeln.
Sein Versuch, auf dem Residenzplatz eine Art Montgolfière über Würzburg aufsteigen zu lassen, schlug 1789 fehl. Bereits vor Oktober 1784 hatte er im Garten und auf dem Vorplatz des Juliusspitals mit Wasserstoff (vgl. auch das Braunschweiger Projekt Ad Astra) gefüllte „Luftbälle“ aufsteigen lassen.
Im Jahr 1803 ernannte ihn Herzog Maximilian IV. Joseph von Bayern zum Medizinalrat. Pickel hatte sich zuvor mit der Erfindung zahlreicher Medikamente hervorgetan. Gleichzeitig war Johann Georg Pickel auch in der Lehre tätig und hielt mehrere Vorlesungen an der Medizinischen Fakultät. Im Jahr 1802 wohnte Friedrich Wilhelm von Hoven, der Oberarzt und Vorstand der Medizinischen Klinik des Juliusspitals bei Pickel.
Zu Pickels Schülern gehörte unter anderem der Mediziner und Hochschullehrer Georg Christoph Siebold (* 1767), der erste Sohn des Chirurgen Carl Caspar von Siebold. Ab 1826 wurde Pickel von Ludwig Rumpf unterstützt.
Neben der Arbeit an der Hochschule betrieb der Professor auch eine von ihm 1784 im Stadtteil Sanderau gegründete pharmazeutisch-chemische Fabrik, die zeitweise in den Räumlichkeiten des Labors untergebracht war. Hier stellte er neben den von ihm erfundenen Medikamenten und Farbstoffen (wie „Pickel-Grün“ und „englisch Rot“) auch Katheter (insbesondere die ersten biegsamen, dauerhaft lackierten Blasenkatheter), Tabakrauchklistiere, Bandagen, Thermometer und andere Medizinprodukte her. Zeitweise hielt Pickel, chemischen Untersuchungen der Heilquellen von Blasenkatheter und Bocklet sowie der Eisenerdgrube von Oberebersbach durchführte und Salzquellen in Neuhaus bei Neustadt an der Saale und der späteren Heilquellen in Wipfeld entdeckte sowie die Salzförderung der Glaubersalz-haltigen Saline Friedrichshall steigerte und eine Salpeterhöhle in Homburg am Main erschloss, ein Monopol auf die Herstellung von Glaubersalz, Bittersalz und Mineralkalk. Er plante auch in der Umgebung von Homburg und Lengfurt mit der Förderung von Salpeter zu beginnen.
Zu Beginn des 19. Jahrhunderts weitete Pickel seine Experimente auch auf die Biologie und Klimaforschung aus. Mithilfe von Räucherungen versuchte man den Frostschäden an den Weinstöcken der Umgebung von Würzburg Herr zu werden. Beruhend auf sorgfältigen Temperaturmessungen fand er im Jahr 1804 zum Schutz der empfindlichen Weinreben vor Nachtfrösten die bestmögliche Platzierung und die nötigen Zeitpunkte von Holzfeuern in den Würzburger Weinbergen. Pickel führte zudem langjährige Klima- und Wetterbeobachtungen durch und entwickelte einen Blitzableiter, eine Zündmaschine, eine elektrische Pistole sowie einen „Rettungsapparat zur Wiederbelebung Scheintoter“. Nach dem Tod seiner Frau im Jahr 1811 blieb Pickel Witwer. Zu seinem fünfzigjährigen Doktorjubiläum wurde 1828 eine Gedenkmünze geprägt. Hierzu veranstaltete Pickel – wie auch 1806 zum Geburtstag des Landesherrn und Erzherzogs Ferdinand von Toskana – ein Feuerwerk. Im Jahr 1832 erhielt er durch den bayerischen König Ludwig I. den von ihm gestifteten Ludwigsorden verliehen.
Johann Georg Pickel ging erst am 11. September 1836, mit 84 Jahren, in den Ruhestand. Seine Nachfolger wurden (an der Medizinischen Fakultät) Ludwig Rumpf, der vorübergehend pharmazeutische Chemie („Pharmacognosie, pharmaceutische Warenkunden und allgemeine Naturgeschichte“) lehrte, und Gottfried Wilhelm Osann, der (an der Philosophischen Fakultät) allgemeine Chemie unterrichtete. Pickel starb am 20. Juli 1838 in Würzburg an einem Schlaganfall und wurde mit einem Trauergottesdienst im Dom gewürdigt. Nach seinem Tod etablierte die Universität zwei getrennte Lehrstühle für Chemie und Pharmazeutik. In Würzburg wurde die Pickelstraße im Würzburger Bahnhofsviertel nach dem Professor benannt. Seit 1987 trägt auch die Professor-Pickel-Straße in Sommerach seinen Namen.

## Schriften (Auswahl)
- Einladungsrede des Professor Pickel zu seinen chemischen Vorlesungen von dem Nutzen und Einfluße der Chemie auf das Wohl eines Staats und auf verschiedene Künste und Wissenschaften. Würzburg 1785.
- mit Franz Lothar August Sorg: Experimenta Physiologica Et Medica. Würzburg 1798.
- mit Josef Guck: De angina membranacea : Dissertatio inauguralis medica. Würzburg 1803.
- Die dießjährigen Wetterbeobachtungen im Früh- und Spätjahre in Bezug auf die allenfalls nöthige Räucherung und Schützung der Weinberge gegen den verheerenden Frost : nebst einer Entwicklung der Gründe, warum das Rauchfeuer die Weinreben schütze, wie dasselbe auf das zweckmäßigste bewirkt, und der fränkische Weinbau mehr befördert und veredelt werden könne. Würzburg 1804.
- Räucherung und Schützung gegen den verheerenden Frost. Würzburg 1804.
- Die Witterung des Jahres 1805, mit ihrem Einflusse auf die Pflanzen-Producte, besonders jenes des Weinbaues, nebst manchen über den schlechten Most angestellten Versuchen. Würzburg/Bamberg 1806.
- Zucker und Zuckersurrogate. 1811.
- Abhandlungen über Blitzableiter nebst einem Vorschlage zu einem neuen Schutzapparat gegen Blitzschaden. Würzburg 1811.
- Der Rettungsapparat zur Wiederbelebung Scheintoter. Würzburg 1812.
- Bestimmung des inneren Gehaltes der Pflanzenfrüchte. 1825.
- mit Balthasar Rieger: Empfindungen, dem Königl. Bayr. Herrn Medizinalrathe Doctor Jubiläus und Professor der Chemie Georg Pickel bey Gelegenheit seines fünfzigjährigen Doctor-Jubiläums gewidmet. Würzburg 1828.
- Die Witterung im kalten Jahre 1837. Würzburg 1838.